# Ray Jónsson
Pour les articles homonymes, voir Jónsson.
Ray Jónsson, né le 3 février 1979 à Liloan aux Philippines, est un footballeur international philippin d'origine islandaise. 
Il évolue actuellement au poste de défenseur avec le club de l'ÍBK Keflavík.

## Biographie

### Sélection
Ray Jónsson est convoqué pour la première fois par le sélectionneur national Michael Weiß pour un match amical face à Macao le 12 octobre 2010.
Il participe à l'AFC Challenge Cup en 2012 avec les Philippines. Ils terminent sur la dernière marche du podium.

## Palmarès

### En club
- UMF Grindavík :
  - Vainqueur de la Coupe de la Ligue islandaise en 2000.